# Атаназаров, Абдупато
Абдупато Атаназаров (8 октября 1914 год, Скобелевский уезд, Ферганская область, Туркестанский край, Российская империя — 1996 год, Рудакинский район, Таджикская ССР) — председатель колхоза «Большевик» Сталинабадского района Сталинабадской области, Таджикская ССР. Герой Социалистического Труда (1948).

## Биография
Родился в 1914 году в одном из сельских населённых пунктов Скобелевского уезда (сегодня — Алтыарыкский район Ферганской области Узбекистана) Ферганской области. В конце 1920-х годов переехал в Таджикскую ССР. С начала 1930-х годов трудился звеньевым шелководческого звена одного из колхозов.
С 1941 года участвовал в Великой Отечественной войне.
После демобилизации возвратился в Таджикскую ССР, где был избран председателем колхоза «Большевик» Сталинабадского района. Вывел колхоз в число передовых сельскохозяйственных Сталинабадского района. За высокие показатели в хлопководстве по итогам 1946 года был награждён медалью «За трудовую доблесть».
В 1947 году колхоз сдал государству в среднем по 85,8 центнеров хлопка-сырца на площади в 10 гектаров. Указом Президиума Верховного Совета СССР от 1 марта 1948 года удостоен звания Героя Социалистического Труда за «получение высокого урожая хлопка при выполнении колхозом обязательных поставок и натуроплаты за работу МТС в 1947 году и обеспеченности семенами зерновых культур для весеннего сева 1948 года» с вручением ордена Ленина и золотой медали «Серп и Молот».
Этим же Указом звания Героя Социалистического Труда труженица колхоза «Большевик» звеньевая Курбаной Раджабова.
Возглавлял колхоз до 1950 года, потом обучался в сельскохозяйственной школе по подготовке председателей колхозов (1950—1952). С 1952 до 1960 года — заместитель председателя колхоза имени Ленина Сталинабадского района. В 1958 году вступил в КПСС. С 1962 года — бригадир шелководческой бригады колхоза имени Ленина Сталинабадского района.
Трудился в колхозе имени Ленина до выхода на пенсию в 1974 году. Проживал в Ленинском районе (сегодня — Рудиканский район). Умер в 1996 году.
Награды
- Герой Социалистического Труда
- Орден Ленина
- Орден Трудового Красного Знамени
- Медаль «За трудовую доблесть» (29.12.1946)
- Почётная Грамота Президиума Верховного Совета Таджикской ССР.